# Сибирь (футбольный клуб, Новосибирск)
«Сиби́рь» — бывший российский футбольный клуб из Новосибирска. Свою историю вёл с 1936 (тогда команда представляла Чкаловский авиационный завод) до 2019 года.
Наивысшими достижениями сибирской команды являются 16-е место в Премьер-лиге (2010), финал Кубка России (2009/10), четвёртый квалификационный раунд Лиги Европы 2010/11. Домашней ареной «Сибири» являлся стадион «Спартак». С сезона 2011/2012 по сезон 2018/2019 клуб выступал в ФНЛ.

## История
Клуб основан в 1936 году. В течение своего существования имел различные названия:
- Крылья Советов (1936—1956)[источник не указан 644 дня]
- Сибсельмаш (1957—1960)[источник не указан 644 дня]
- СКА (1961—1968)[источник не указан 644 дня]
- СЭТМ (Сибэлектротяжмаш) (1969—1970)[источник не указан 644 дня]
- Дзержинец (1971)[источник не указан 644 дня]
- Чкаловец (1972—1991 и 1993—1999)
- Чкаловец-ФоКуМиС («Фонд культуры и милосердия Сибири») (1992)
- Чкаловец-1936 (2000—2005)
- Сибирь (2006—2019)

Созданный в 2019 году после банкротства «Сибири» футбольный клуб «Новосибирск» летом 2024 года планирует взять «историческое название „Сибирь“».

### 1936—2004
Изначально команда содержалась Новосибирским заводом горного оборудования, в 1936 году кардинально сменивший свой профиль — на самолётостроение. В 1970-х годах за «Чкаловец» играли такие футболисты, как знаменитый впоследствии тренер Юрий Сёмин и перешедший затем в московский «Спартак» Александр Калашников. В 1984 году команду исключили из числа участников второй лиги СССР за «низкие спортивные результаты». Возрождение «Чкаловца» состоялось в 1987 году под руководством Валерия Ерковича. С распадом СССР «Чкаловец» попал в первую лигу российского футбола (зона «Восток»), где сходу занял 4-е место. Однако сезон 1993 года команда провалила (14-е место), опустившись во вторую лигу (в объединённую первую лигу попадали первые пять команд). В следующем, 1994-м году опытный тренер Леонид Шевченко вывел «Чкаловец» в Первую лигу российского футбола, где на следующий год команда наделала немало шума, заняв в год дебюта 11-е место при 22 участвующих командах. В составе «авиастроителей» (футбольный клуб получил название из-за связи с авиастроительным заводом им. Чкалова) блистали Платон Кривощёков, Олег Никулин, Дмитрий Злобин, Сергей Галкин и Муртаз Начкебия. В сезоне 1996 года «Чкаловец» с 27 набранными баллами занял последнее место и вылетел во второй дивизион зоны «Восток». Не без скандала покинул свой пост Леонид Шевченко, и остаток сезона (с сентября) команда провела под руководством Владимира Забурдаева. После трёх проведённых лет во втором дивизионе, «Чкаловец» был исключён из ПФЛ, тогда решением нового губернатора Новосибирской области Виктора Толоконского из двух новосибирских команд во втором дивизионе (куда вышел и «Новосибирск-Олимпик») была оставлена одна, этой командой стал «Новосибирск-Олимпик», который переименовался в «Чкаловец-Олимпик», а «Чкаловец» был снят с соревнований за месяц до их старта, стал называться «Чкаловец-1936» и сезон 2000 года провёл в первенстве КФК в зоне «Сибирь», где занял первое место и вернулся во второй дивизион. По ходу сезона 2001 года было принято решение о сотрудничестве двух клубов с приоритетом «Чкаловца-1936» решать спортивные задачи, а «Чкаловец-Олимпик» должен был готовить местных игроков. Выиграв в 2004 году первенство России среди команд восточной зоны второго дивизиона, «Чкаловец-1936» спустя десять лет вернулся в первый дивизион (при этом в 2004—2006 годах в городе существовал ещё один клуб с названием «Чкаловец», в 2005—2006 годах, игравший во втором дивизионе).

### В первом дивизионе (2005—2009)
Сезон 2005 «Чкаловец» начал неудачно, в связи с чем последовала отставка тренера Владимира Пузанова с поста и приглашение на его должность Анатолия Давыдова, которому удалось вывести команду на десятое место. По окончании сезона учредители клуба, несмотря на протесты болельщиков, сменили название на «Сибирь». В 2006 году на посту главного тренера Анатолия Давыдова сменил Дмитрий Радюкин, а клуб по результатам сезона занял седьмое место и пробился в 1/8 финала Кубка России. Перед началом сезона 2007 года главным тренером команды был официально заявлен Владимир Файзулин, а фактический главный тренер Дмитрий Радюкин, не имеющий лицензии, позволяющей тренировать команды первого дивизиона, значился в заявке как начальник команды. Мэр Новосибирска Владимир Городецкий поставил задачу занять в предстоящем сезоне место не ниже третьего. После того, как в первых десяти матчах первенства «Сибирь» одержала лишь три победы, руководство клуба совершило «рокировку» в тренерском штабе и привело фактическое положение вещей в соответствие с официальной заявкой. Под руководством Владимира Файзулина новосибирцы поправили своё турнирное положение и завершили первый круг, а затем и весь сезон, на третьем месте, до последнего тура сохраняя шансы на выход в Премьер-лигу. В июне 2008 года главным тренером клуба стал Сергей Оборин. Под его руководством «Сибирь» не смогла добиться успехов в Первом дивизионе: после прихода нового тренера 10 матчей подряд команда не смогла одержать победу. Взяв 3 очка у лидера первенства — «Ростова», — до конца чемпионата команда продолжала показывать слабую игру, завершив сезон на 14-м месте, в одном очке от зоны вылета во Второй дивизион. В то же время в Кубке России 2008/09 «Сибири» под руководством Оборина удалось обыграть такие команды, как «Зенит» (на тот момент действующий чемпион России) и «Крылья Советов», впервые за свою историю дойдя до четвертьфинала турнира. В межсезонье руководством клуба было принято решение сменить тренера. 12 декабря Сергей Оборин разорвал контракт с клубом, а 20 декабря был подписан контракт с Игорем Криушенко. В Кубке России 2008/09 «Сибирь» проиграла действующему на тот момент чемпиону — казанскому «Рубину», однако в Кубке России 2009/10 «Сибирь» вновь достигла четвертьфинала, где весной 2010 года впоследствии встретилась с командой «Луч-Энергия». На протяжении сезона 2009 команда вела борьбу за попадание в Премьер-лигу и в последнем туре чемпионата завоевала повышение в классе, победив на нейтральном поле в Екатеринбурге «Чита». 4 ноября с Игорем Криушенко был подписан контракт сроком на два года. Средняя посещаемость домашних матчей в 2009 году составила 7 500 человек.

### 2010
7 апреля 2010 года «Сибирь» в 1/4 Кубка России 2009/10 разгромила дома «Луч-Энергию» со счетом 3-0, 21 апреля 2010 года в 1/2 «Аланию» с аналогичным счетом и впервые в своей истории стала участником Лиги Европы 2010/11. 10 мая 2010 года «Сибирь» одержала первую крупную победу в чемпионате. На домашней арене были разгромлены самарские «Крылья Советов» со счетом 4:1. 16 мая 2010 года «Сибирь» в финале Кубка России проиграла «Зениту» со счетом 0:1. Гол был забит Романом Широковым с пенальти на 60-й минуте. Финал проходил в Ростове-на-Дону на стадионе «Олимп-2». 13 июля 2010 года «Сибирь» в матче 1/16 финала Кубка России обыграла курский «Авангард» со счётом 5:2 (д.в) и вышла в 1/8 финала. Испытывая острые проблемы с вратарской позицией на протяжении сезона, «Сибирь» упустила большое количество важных очков. Однако в конце сезона, с приходом чешского вратаря Петра Вашека, «Сибирь» провела ряд ярких матчей, среди которых победа в гостях над «Ростовом» и домашние ничьи с чемпионом и вице-чемпионом страны — казанским «Рубином» и московским «Спартаком». 14 ноября за два тура до окончания чемпионата Сибирь потеряла даже теоретические шансы на сохранение места в Премьер-лиге после ничьей в матче против московского «Локомотива»

### 2011—2012
После вылета на ранг ниже перед командой поставлена задача вернуться в Премьер-лигу с перспективой игр на европейской арене. Был оставлен на своей должности главный тренер Игорь Криушенко, из Реал Мадрида был приглашён Дмитрий Черышев. 9 мая 2011 Игорь Криушенко был отправлен в отставку, причиной которой послужила слабая, несбалансированная игра (несмотря на сильный состав) команды в начале сезона 2011. Главным тренером назначен бывший генеральный менеджер клуба Дмитрий Радюкин. По итогам первого круга команда расположилась на 8 месте. После ряда провальных матчей при смене тренеров, постепенно игра команды начала налаживаться, пришёл результат. Команда начала догонять лидирующую группу. Второй круг команда завершила на 5-м месте. 9-го января 2012 года Дмитрий Радюкин был уволен со своего поста. Новым главным тренером команды стал шотландец Алекс Миллер. Третий круг команда начала с крупного поражения от ФК Нижний Новгород. Под руководством Миллера была одержана всего лишь одна победа, над лидером чемпионата саранской «Мордовией», три матча сыграны вничью и в пяти играх команда проиграла и потеряла все шансы на место в стыковых матчах за место в Премьер-Лиге. За неудовлетворительную игру 20 апреля 2012 года с поста главного тренера был уволен Алекс Миллер. До конца чемпионата исполняющим обязанности главного тренера был назначен Дариуш Кубицкий.

### 2012—2013
6 мая 2012 года на заседании совета директоров футбольного клуба «Сибирь», на должность главного тренера был утверждён Сергей Юран, который сменил ушедшего в отставку шотландца Алекса Миллера. Соглашение Юрана рассчитано по схеме «2+1». Также руководство клуба вели речь относительно возможного назначения на пост главного тренера команды Андрея Талалаева. 15 мая 2012 года в клубе произошла кадровая перестановка. Генеральным директором клуба был назначен Константин Кричевский, который ранее работал финансовым директором «Сибири». 14 июня 2012 года в арбитражный суд Новосибирской области поступил иск о банкротстве футбольного клуба «Сибирь». Руководство клуба заявило, что рассматривает иск как попытку использовать футбольную структуру для получения сомнительных политических дивидендов. Тем не менее на «Сибирь» был наложен запрет на регистрацию новых футболистов, который был снят только накануне второго тура первенства ФНЛ 2012/13. В середине октября после матча с «Торпедо Москва» капитан команды Алексей Медведев заявил, что игроки уже полгода не получают зарплату и не исключил бойкота игроками последующих матчей. После 21 тура команда с 32 очками занимает 5 место. В зимнее межсезонье из-за значительных долгов руководство клуба взяло курс на разгрузку платежной ведомости. В зимнее трансферное окно «Сибирь» отдала в аренду в «Урал» Максима Астафьева и Алексея Медведева в «Спартак-Нальчик». Также команду покинули белорусский полузащитник Александр Кульчий, было принято решение не продлевать контракты с 34-летним голкипером Александром Макаровым, Видасом Алундерисом и Робертасом Пошкусом. За несколько часов до закрытия «трансферного окна» Палата по разрешению споров РФС сняла с новосибирского клуба запрет на регистрацию новых футболистов. Команду пополнили игроки клуба «Сибирь-2» Евгений Малофеев, Артем Дудолев, Виталий Запрудских, полузащитник Владислав Рыжков, вернулся в «Сибирь» защитник Томаш Выходил. В первом матче после зимнего перерыва 11 марта 2013 года «Сибирь» встречалась с ФК «Уфа», и в конце первого тайма в результате столкновения с соперником перелом лицевой кости получил вратарь «Сибири» Илья Трунин. Таким образом, у клуба остался один вратарь до конца сезона. 12 марта специальным решением РФС «Сибири» было разрешено дозаявить одного голкипера из числа свободных агентов. 16 марта 2013 г. «Сибирь» по взаимному соглашению сторон расторгла трудовой договор с главным тренером Сергеем Юраном. Исполняющим обязанности главного тренера был назначен Сергей Кирсанов. По итогам сезона команда заняла 8 место.

### 2013—2014
По итогам сезона команда заняла 11 место.

### 2014—2015
После окончания сезона команду покинули Евгений Малофеев, Евгений Пузин, Игорь Климов,Нивалдо и Артем Самсонов. Первым новичком стал вернувшийся из клуба Спартак-Нальчик Николай Цыган. Помимо этого, отправились на сбор четыре футболиста «Сибири-2» — вратарь Даниил Авдюшкин, защитник Антон Кушнирук, полузащитник Вячеслав Ларенц и нападающий Сергей Шаповалов. Новые соглашения были подписаны с Виктором Головатенко, Томашем Выходилом, Евгением Зиновьевым, Алексеем Гладышевым, Романом Беляевым, Андрем Ивановым и Алексеем Едуновым. Также новый контракт подписал Максим Астафьев. С 10 по 22 июня запланирован сбор в Южной Корее, в рамках которого, впервые в истории клуба, был проведён выставочный матч с командой «Тэджон Ситизен», выступающей в К-лиге Челлендж. Игра прошла на арене «Тэджон Ворлд Кап Стэдиум», вмещающей 41 295 зрителей. Матч закончился вничью — 1:1. Мяч за «орлов» забил после подачи углового Евгений Чеботару. 1 июля 2014 г. полузащитник Иван Нагибин подписал контракт с футбольным клубом «Сибирь». 16 сентября 2014 г. Сергей Балахнин подал в отставку. Отставка была принята Советом директоров клуба. Вместе с главным тренером, расторг свои трудовые отношения с клубом и тренер Николай Южанин. 8 октября 2014 г. ФК «Сибирь» достиг договоренности о подписании контракта с тренером Андреем Гордеевым. 14 мая 2015 года Андрей Гордеев покинул «Сибирь».
29 мая клуб объявил о подписании контракта с новым главным тренером, которым стал Борис Стукалов. Контракт был рассчитан на 2,5 года. По итогам сезона команда заняла 11 место.

### 2015—2016
В кубке ФНЛ «Сибирь» заняла 10-е место и 11 место в первенстве ФНЛ.

### 2016—2017
После окончания сезона клуб покинул Виктор Головатенко и Денис Скороходов, а Евгений Зиновьев завершил карьеру. Полузащитник Александр Харитонов вернулся в «Енисей», воспользовавшись опцией в контракте, позволявшей ему вернуться в Красноярск в случае наличия предложения. Кроме того, по истечение срока контрактов «Сибирь» покинули защитник Алексей Иванов и полузащитник Иван Нагибин, имеющие другие варианты трудоустройства. По решению учредителей пост генерального директора клуба с 8 июня 2016 года занял Семён Семененко. 11 июня на заседании Совета директоров ФК «Сибирь» в связи с изменениями в структуре клуба было принято решение прекратить сотрудничество с главным тренером Борисом Стукаловым. Новым главным тренером команды стал Евгений Перевертайло.. Первыми новичками «Сибири» в летнее межсезонье стали Максим Андреев и Максим Вотинов. После 16 матчей команда занимает 18-е место в ФНЛ и находится в зоне вылета, и Евгений Перевертайло был отправлен в отставку. По итогам сезона команда сохранила место в ФНЛ и заняла 15-е место.

### Сезон 2018/19. Крах.
Сезон 2018/19 «ФК Сибирь» закончил, испытывая тяжёлые финансовые трудности. В итоге занял 18-е место (зона вылета). После вылета главный спонсор перестал интересоваться финансированием команды и началась процедура банкротства. А в это время появился новый клуб ФК «Новосибирск», которым была заинтересована администрация города, так как с сезона 2019/20 этот клуб начал выступать в ПФЛ (группа «Восток»). ФК «Новосибирск», на самом деле, и был создан как замена «ФК Сибирь» из-за того, что «Сибири» было отказано в получении лицензии ПФЛ на сезон 2019/20 (по причине финансовой несостоятельности — банкротства). 18 июля 2019 года ФК «Сибирь» прекратил своё существование после 83 лет истории.

## Стадион
Стадион «Спартак», вместимость — 12 500 зрителей. Резервное поле: стадион «Заря», вместимость — 3 500 зрителей.

## Визитная карточка

### Форма
| Синий | Белый |

### Спонсоры
- ОАО «Сибмост»[36].
- Мэрия города Новосибирска[37].
- Администрация Новосибирской области[37].
- Строительная компания «Фэцит»[37].

### Логотип
Логотип клуба представлял собой щит, синего цвета с голубой обводкой, которая иногда не изображалась на формах футболистов, атрибутике, флагах, баннерах и т. д. В центре и нижней части щита находился зелёно-белый (флаг Сибири) закруглённый треугольник, на котором изображался синий орёл, по имени Чикалда, являющийся маскотом клуба. Вместе с орлом треугольник отдалено напоминал флаг Новосибирска. Возле орла находился футбольный мяч. Над треугольником была надпись: более крупно — «СИБИРЬ», снизу более мелко — «НОВОСИБИРСК».
Логотип был разработан в 2006 году креативным агентством «Мелехов и Филюрин».

## Болельщики
Первые организованные фанатские группы «Чкаловца» появились в конце 90-х. Они носили названия «Mad Flyers» (основана в 1997 году) и «Yellow Green Snakes» (основана в 1998 году), с 2009 года активно начинает своё движение фанатская группировка «Novosibirsk Ultras», которая существует и поныне.
Также имелось объединение болельщиков (футбольное сообщество региона) «Чикалда», по названию маскота команды — Орёл Чикалда. Маскот был так назван по причине того, что часть болельщиков не хотели мириться с переименованием клуба в 2006 году. Слово «Чикалда» — производная от «Чкаловец», закрепилось и в качестве прозвища команды.

## Спортивные директора
| - Валерий Еркович (2003) - Игорь Скляров (2009—2010) - Дмитрий Черышев (2010—2011) - Лев Стрелков (2012—2019) |

## Главные тренеры
- Валерий Еркович (1992—1993)
- Леонид Шевченко (1994—1996)
- Владимир Забурдаев (1996)
- Валерий Еркович (1997)
- Сергей Иромашвили (1998—2002)
- Валерий Еркович (2002—2003)
- Валерий Шмаров (2003)
- Владимир Пузанов (2004—2005)
- Анатолий Давыдов (2005—2006)
- Дмитрий Радюкин (2006—2007)
- Владимир Файзулин (2007—2008)
- Сергей Оборин (2008)
- Игорь Криушенко (2008—2011)
- Дмитрий Радюкин (2011—2012)
- Алекс Миллер (2012)
- Дариуш Кубицкий (и. о. 2012)
- Сергей Юран (2012—2013)
- Сергей Кирсанов (и. о. 2013)
- Дариуш Кубицкий (2013)
- Сергей Кирсанов (и. о. 2013)
- Сергей Балахнин (2013—2014)
- Сергей Кирсанов (и. о. 2014)
- Андрей Гордеев (2014—2015)
- Александр Ерохин (и. о. 2015)
- Борис Стукалов (2015—2016)
- Евгений Перевертайло (2016)
- Сергей Кирсанов (2016—2018)
- Евгений Обгольц (и. о. 2018)
- Игорь Чугайнов (2018—2019)

## Статистика выступлений в первенстве СССР
Примечание. В 1946 и 1947 годах указаны результаты команды «Крылья Советов», с 1957 по 1968 год — «Трактора»/«Сибсельмаша» (1957—1960) и СКА (1961—1968), при этом «Сибсельмаш» также участвовал в первенствах 1963—1965 годов (в классе «Б»), СКА — в 1945—1949 (во второй группе). 

## Статистика выступлений в первенстве России
| Сезон   | Турнир                       | Турнир                       | Уровень | Место           | Место                      | И  | В  | Н  | П  | М      | О  | Бомбардир                                        |
| ------- | ---------------------------- | ---------------------------- | ------- | --------------- | -------------------------- | -- | -- | -- | -- | ------ | -- | ------------------------------------------------ |
| 1992    | Первая лига ПФЛ, Восток      | Первая лига ПФЛ, Восток      | 2       | 4 из 16         | 4 из 16                    | 30 | 15 | 6  | 9  | 48-38  | 36 | Сергей Ковалёв — 11                              |
| 1993    | Первая лига ПФЛ, Восток      | Первая лига ПФЛ, Восток      | 2       | 14 из 16        | 14 из 16                   | 30 | 8  | 7  | 15 | 39-43  | 23 | Олег Никулин — 9                                 |
| 1994    | Вторая лига ПФЛ              | Сибирь                       | 3       | 1 из 12         | 1 из 12                    | 22 | 16 | 3  | 3  | 51-12  | 35 | Олег Никулин — 12 (13 — с учётом перех. турнира) |
| 1994    | Вторая лига ПФЛ              | перех. турнир                | 3       | 1 из 2          | 1 из 2                     | 2  | 1  | 0  | 1  | 3-2    | 2  | Олег Никулин — 12 (13 — с учётом перех. турнира) |
| 1995    | Первая лига ПФЛ              | Первая лига ПФЛ              | 2       | 11 из 22        | 11 из 22                   | 42 | 19 | 4  | 19 | 58-65  | 61 | Сергей Галкин — 14                               |
| 1996    | Первая лига ПФЛ              | Первая лига ПФЛ              | 2       | 22 из 22        | 22 из 22                   | 42 | 7  | 6  | 29 | 44-102 | 27 | Игорь Пименов — 10                               |
| 1997    | Вторая лига ПФЛ, Восток      | Вторая лига ПФЛ, Восток      | 3       | 6 из 18         | 6 из 18                    | 34 | 16 | 8  | 10 | 46-32  | 56 | Евгений Обгольц — 9                              |
| 1998    | Второй дивизион ПФЛ, Восток  | Второй дивизион ПФЛ, Восток  | 3       | 2 из 16         | 2 из 16                    | 30 | 16 | 12 | 2  | 41-17  | 60 | Олег Никулин — 9                                 |
| 1999    | Второй дивизион ПФЛ, Восток  | Второй дивизион ПФЛ, Восток  | 3       | 5 из 16         | 5 из 16                    | 30 | 16 | 6  | 8  | 60-42  | 54 | Олег Лидрик — 17                                 |
| 2000    | КФК                          | Сибирь                       | 4       | 1 из 9          | Переход во Второй дивизион | 16 | 15 | 1  | 0  | 65-6   | 46 | Евгений Савин — 22                               |
| 2000    | КФК                          | Финал                        | 4       | 4 из 5 — групп. | Переход во Второй дивизион | 4  | 0  | 2  | 2  | 2-5    | 2  |                                                  |
| 2001    | Второй дивизион ПФЛ, Восток  | Второй дивизион ПФЛ, Восток  | 3       | 5 из 15         | 5 из 15                    | 28 | 12 | 11 | 5  | 36-21  | 47 | Олег Лидрик — 11                                 |
| 2002    | Второй дивизион ПФЛ, Восток  | Второй дивизион ПФЛ, Восток  | 3       | 2 из 16         | 2 из 16                    | 30 | 19 | 6  | 5  | 61-28  | 63 | Евгений Рагоза — 17                              |
| 2003    | Второй дивизион ПФЛ, Восток  | Второй дивизион ПФЛ, Восток  | 3       | 6 из 13         | 6 из 13                    | 24 | 11 | 7  | 6  | 38-27  | 40 | Александр Штынь — 8                              |
| 2004    | Второй дивизион ПФЛ, Восток  | Второй дивизион ПФЛ, Восток  | 3       | 1 из 10         | Переход в Первый дивизион  | 27 | 19 | 5  | 3  | 53-19  | 62 | Дмитрий Акимов — 24                              |
| 2004    | Кубок ПФЛ                    | Кубок ПФЛ                    | 3       | 5 из 5          | Переход в Первый дивизион  | 4  | 0  | 2  | 2  | 3-5    | 2  |                                                  |
| 2005    | Первый дивизион ПФЛ          | Первый дивизион ПФЛ          | 2       | 10 из 22        | 10 из 22                   | 42 | 15 | 11 | 16 | 51-53  | 56 | Дмитрий Акимов — 18                              |
| 2006    | Первый дивизион ПФЛ          | Первый дивизион ПФЛ          | 2       | 7 из 22         | 7 из 22                    | 42 | 19 | 8  | 15 | 67-45  | 65 | Дмитрий Акимов — 23                              |
| 2007    | Первый дивизион ПФЛ          | Первый дивизион ПФЛ          | 2       | 3 из 22         | 3 из 22                    | 42 | 25 | 11 | 6  | 80-39  | 86 | Дмитрий Акимов — 34                              |
| 2008    | Первый дивизион ПФЛ          | Первый дивизион ПФЛ          | 2       | 14 из 22        | 14 из 22                   | 42 | 14 | 16 | 12 | 51-41  | 58 | Дмитрий Акимов — 12                              |
| 2009    | Первый дивизион ПФЛ          | Первый дивизион ПФЛ          | 2       | 2 из 20         | 2 из 20                    | 38 | 22 | 7  | 9  | 60-21  | 73 | Алексей Медведев — 18                            |
| 2010    | Премьер-лига                 | Премьер-лига                 | 1       | 16 из 16        | 16 из 16                   | 30 | 4  | 8  | 18 | 34-58  | 20 | Алексей Медведев — 6                             |
| 2011/12 | Футбольная национальная лига | Футбольная национальная лига | 2       | 7 из 20         | 7 из 20                    | 52 | 19 | 19 | 14 | 76-57  | 76 | Дмитрий Акимов — 20                              |
| 2012/13 | Футбольная национальная лига | Футбольная национальная лига | 2       | 8 из 17         | 8 из 17                    | 32 | 12 | 9  | 11 | 34-38  | 45 | Алексей Медведев — 6                             |
| 2013/14 | Футбольная национальная лига | Футбольная национальная лига | 2       | 11 из 19        | 11 из 19                   | 36 | 13 | 12 | 11 | 38-39  | 51 | Михаил Маркосов — 5                              |
| 2014/15 | Футбольная национальная лига | Футбольная национальная лига | 2       | 11 из 18        | 11 из 18                   | 34 | 11 | 9  | 14 | 35-46  | 42 | Виктор Свежов — 7                                |
| 2015/16 | Футбольная национальная лига | Футбольная национальная лига | 2       | 11 из 20        | 11 из 20                   | 38 | 14 | 9  | 15 | 47-50  | 51 | Максим Житнев — 16                               |
| 2016/17 | Футбольная национальная лига | Футбольная национальная лига | 2       | 15 из 20        | 15 из 20                   | 38 | 9  | 15 | 14 | 31-46  | 42 | Евгений Чеботару — 9                             |
| 2017/18 | Футбольная национальная лига | Футбольная национальная лига | 2       | 7 из 20         | 7 из 20                    | 38 | 14 | 11 | 13 | 38-31  | 53 | Максим Житнев — 12                               |
| 2018/19 | Футбольная национальная лига | Футбольная национальная лига | 2       | 18 из 20        | 18 из 20                   | 38 | 8  | 13 | 17 | 28-45  | 37 | Павел Киреенко — 6                               |

## Кубок России
| Сезон   | Стадия                | Соперник                        | И | В | Н | П | М    |
| ------- | --------------------- | ------------------------------- | - | - | - | - | ---- |
| 1992/93 | 1/128                 | Звезда-Юнис-Сиб                 | 2 | 1 | 0 | 1 | 3-3  |
| 1993/94 | 1/128                 | Металлург (Новокузнецк)         | 1 | 0 | 0 | 1 | 1-2  |
| 1994/95 | 1/16                  | Уралмаш                         | 5 | 4 | 0 | 1 | 12-8 |
| 1995/96 | 1/32                  | Иртыш                           | 1 | 0 | 0 | 1 | 3-4  |
| 1996/97 | 1/32                  | Томь                            | 1 | 0 | 0 | 1 | 0-7  |
| 1997/98 | 1/256                 | Динамо (Омск)                   | 1 | 0 | 0 | 1 | 0-2  |
| 1998/99 | 1/16                  | Шинник                          | 4 | 3 | 0 | 1 | 12-9 |
| 1999/00 | 1/512                 | Самотлор-XXI (Нижневартовск)    | 1 | 0 | 0 | 1 | 0-0  |
| 2000/01 | не принимали участия* | нет*                            | 0 | 0 | 0 | 0 | 0-0  |
| 2001/02 | 1/128                 | Тюмень                          | 2 | 1 | 0 | 1 | 3-5  |
| 2002/03 | 1/16                  | Спартак (Москва)                | 5 | 4 | 0 | 1 | 6-5  |
| 2003/04 | 1/128                 | Чкаловец-Олимпик                | 2 | 1 | 0 | 1 | 10-8 |
| 2004/05 | 1/256                 | Иртыш (Омск)                    | 1 | 0 | 0 | 1 | 3-4  |
| 2005/06 | 1/32                  | Локомотив (Чита)                | 1 | 0 | 0 | 1 | 3-5  |
| 2006/07 | 1/8                   | Спартак (Москва)                | 5 | 2 | 1 | 2 | 6-5  |
| 2007/08 | 1/32                  | Металлург-Кузбасс (Новокузнецк) | 1 | 0 | 0 | 1 | 1-2  |
| 2008/09 | 1/4                   | Рубин (Казань)                  | 4 | 3 | 0 | 1 | 7-3  |
| 2009/10 | Финал                 | Зенит (Санкт-Петербург)         | 6 | 5 | 0 | 1 | 11-2 |
| 2010/11 | 1/8                   | Спартак (Москва)                | 2 | 1 | 0 | 1 | 5-4  |
| 2011/12 | 1/32                  | Урал                            | 1 | 0 | 0 | 1 | 0-1  |
| 2012/13 | 1/32                  | Томь                            | 1 | 0 | 0 | 1 | 3-4  |
| 2013/14 | 1/32                  | Газовик (Оренбург)              | 1 | 0 | 0 | 1 | 0-1  |
| 2014/15 | 1/16                  | Локомотив (Москва)              | 2 | 1 | 0 | 1 | 4-5  |
| 2015/16 | 1/32                  | Носта                           | 1 | 0 | 0 | 1 | 1-2  |
| 2016/17 | 1/4                   | Рубин (Казань)                  | 4 | 3 | 0 | 1 | 5-3  |
| 2017/18 | 1/32                  | Тюмень                          | 1 | 0 | 0 | 1 | 1-2  |
| 2018/19 | 1/32                  | Тюмень                          | 1 | 0 | 0 | 1 | 1-2  |

* В 2000 году «Чкаловец-1936» участвовал в Кубке России среди КФК. На предварительном этапе (зона «Сибирь») занял 1-е место в групповом турнире (3 матча:+3=0-0, 13-5), на финальном турнире, проходившем в Санкт-Петербурге с 18 по 22 сентября, занял 2-е место из 3-х участников (формат тот же — групповой турнир, 2 матча:+1=0-1, 8-4 — победителю «Динамо-Стройимпульсу» СПб проиграл — 1:3, у команды НТЦ Тольятти выиграл со счётом 7:1).

## Статистика выступлений в еврокубках
Проиграв в финале Кубка России 2009/2010 «Зениту», который ранее обеспечил себе участие в Лиге чемпионов, новосибирская команда получила право на участие в Лиге Европы 2010/2011, где начала с третьего квалификационного раунда. Её соперником на данной стадии стал кипрский футбольный клуб «Аполлон», который новосибирская команда смогла пройти по сумме двух встреч за счёт гола на выезде. В раунде плей-офф Лиги Европы «Сибирь» сенсационно обыграла дома 21-кратного чемпиона Нидерландов «ПСВ» со счетом 1:0, однако выйти в групповой этап не смогла, крупно уступив в ответной встрече на стадионе «Филипс» со счетом 0:5.
| Сезон   | Соревнование     | Раунд                         | Страна           | Клуб    | Домашний матч | Матч в гостях | Общий счёт |
| ------- | ---------------- | ----------------------------- | ---------------- | ------- | ------------- | ------------- | ---------- |
| 2010/11 | Лига Европы УЕФА | Третий квалификационный раунд | Флаг Кипра       | Аполлон | 1:0           | 1:2           | 2:2        |
| 2010/11 | Лига Европы УЕФА | Раунд плей-офф                | Флаг Нидерландов | ПСВ     | 1:0           | 0:5           | 1:5        |

## Достижения
Первый дивизион
- Победитель (1): 1962
- Серебряный призёр (2): 1961, 2009
- Бронзовый призёр (1): 2007

Второй дивизион
- Победитель (2): 1994, 2004
- Серебряный призёр (2): 1998, 2002

Третий дивизион
- Чемпион (1): 2000

Кубок России
- Финалист (1): 2009/2010

Кубок ФНЛ
- Бронзовый призёр (1): 2012

## Игроки «Сибири» на крупных международных турнирах
| Турнир          | Участники      |
| --------------- | -------------- |
| Кубок Азии 2011 | Вагиз Галиулин |

## Рекордсмены клуба
По состоянию на 16 июня 2025

| #  | Футболист           | Период               | Игр |
| -- | ------------------- | -------------------- | --- |
| 1  | Денис Скороходов    | 2001—2007, 2011—2016 | 335 |
| 2  | Александр Макаренко | 2006—2013, 2015—2022 | 315 |
| 3  | Томаш Выходил       | 2005—2017            | 293 |
| 4  | Муртаз Начкебия     | 1992—1999, 2001—2003 | 287 |
| 5  | Алексей Гладышев    | 2012—2019, 2020—2024 | 238 |
| 6  | Максим Житнев       | 2011—2019, 2020—2024 | 235 |
| 7  | Евгений Зиновьев    | 1997, 2006—2016      | 228 |
| 8  | Николай Цыган       | 2011—2012, 2014—2021 | 226 |
| 9  | Роман Беляев        | 2007—2021            | 220 |
| 10 | Дмитрий Акимов      | 2004—2008, 2011—2012 | 214 |

| #     | Футболист        | Период               | Голов |
| ----- | ---------------- | -------------------- | ----- |
| 1     | Дмитрий Акимов   | 2004—2008, 2011—2012 | 131   |
| 2     | Максим Житнев    | 2011—2019, 2020—2024 | 80    |
| 3     | Олег Никулин     | 1993—1999            | 39    |
| 4     | Алексей Медведев | 2008—2010, 2012—2013 | 38    |
| 5     | Денис Скороходов | 2001—2007, 2011—2016 | 35    |
| 6     | Олег Лидрик      | 1998—1999, 2001      | 33    |
| 7     | Максим Астафьев  | 2010—2013, 2014      | 31    |
| 8     | Роман Беляев     | 2007—2021            | 30    |
| 9     | Сергей Галкин    | 1994—1996            | 28    |
| 10—11 | Евгений Рагоза   | 2001—2003            | 27    |
| 10—11 | Дмитрий Злобин   | 1992—1996, 1998—1999 | 27    |

## Фарм-клуб
Дублирующий состав клуба под названиями «Чкаловец-1936»-д и «Сибирь»-2 играл в Первенстве КФК/ЛФК (СФФ «Сибирь») в 2003—2007 годах, в 2008 году была сформирована профессиональная команда «Сибирь-2», которая провела 7 сезонов во Втором дивизионе (Первенстве ПФЛ) в зоне (группе) «Восток». В турнире же КФК/ЛФК продолжила играть (названия: «Сибирь-М», «Сибирь-ЛФК», «Сибирь-2-М») молодёжная (любительская) команда «Сибири» (в 2019 году по ходу первенства заменена молодёжной командой ФК «Новосибирск»).
В 2011—2012 годах в высшей лиге первенства СФФ «Сибирь» и кубке ЛФК играла также команда «Сибирь-Заря-М» (в 2011 — «Заря-Олимпик»).